# Love Next Door 2
Love Next Door 2 è un film del 2015 diretto da Thitipan Raksasat.
Il film, sequel di Love Next Door (2013), è stato distribuito il 12 novembre 2015.

## Trama
Seguendo il consiglio di un indovino Kao decide di non fare sesso per 30 giorni. Nel frattempo però finisce con l'innamorarsi di Nut. Nel frattempo Hanoi, un giovane gay, viene a trovare sua sorella, la proprietaria del ristorante, e la informa della sua intenzione di diventare ballerino sull'acqua. Il dramma è che lui non sa nuotare e quindi Game, aiutante nel ristorante, viene incaricato di dargli lezioni di nuoto. Col passare del tempo i due si innamorano e lottano affinché il loro amore possa essere vissuto alla luce del giorno.